# Aston Villa Football Club 1986-1987
Questa voce raccoglie le informazioni riguardanti l'Aston Villa Football Club nelle competizioni ufficiali della stagione 1986-1987.

## Stagione
La campionato si concluse con la retrocessione dell'Aston Villa in Second Division: la squadra, affidata dopo un difficile avvio di campionato a Billy McNeill in sostituzione dell'esonerato Graham Turner, si posizionò infatti all'ultimo posto, totalizzando 36 punti.

## Rosa
| N. |                        | Ruolo | Calciatore        |
| -- | ---------------------- | ----- | ----------------- |
|    | Inghilterra (bandiera) | P     | Nigel Spink       |
|    | Inghilterra (bandiera) | P     | Kevin Poole       |
|    | Scozia (bandiera)      | D     | Allan Evans       |
|    | Inghilterra (bandiera) | D     | Bernard Gallacher |
|    | Inghilterra (bandiera) | D     | Paul Elliott      |
|    | Inghilterra (bandiera) | D     | Tony Dorigo       |
|    | Inghilterra (bandiera) | D     | Gary Williams     |
|    | Inghilterra (bandiera) | D     | Dave Norton       |
|    | Inghilterra (bandiera) | D     | Dean Glover       |
|    | Inghilterra (bandiera) | D     | Martin Keown      |
|    | Scozia (bandiera)      | C     | Andrew Blair      |
|    | Scozia (bandiera)      | C     | Neale Cooper      |
|    | Inghilterra (bandiera) | C     | Paul Birch        |

| N. |                        | Ruolo | Calciatore      |
| -- | ---------------------- | ----- | --------------- |
|    | Inghilterra (bandiera) | C     | Steve Hodge     |
|    | Inghilterra (bandiera) | C     | Steve Hunt      |
|    | Inghilterra (bandiera) | C     | Phil Robinson   |
|    | Inghilterra (bandiera) | A     | Mark Burke      |
|    | Inghilterra (bandiera) | A     | Simon Stainrod  |
|    | Inghilterra (bandiera) | A     | Tony Daley      |
|    | Inghilterra (bandiera) | A     | Mark Walters    |
|    | Inghilterra (bandiera) | A     | Gary Shaw       |
|    | Inghilterra (bandiera) | A     | Warren Aspinall |
|    | Scozia (bandiera)      | A     | Andy Gray       |
|    | Inghilterra (bandiera) | A     | Garry Thompson  |
|    | Inghilterra (bandiera) | A     | Paul Kerr       |

## Statistiche

### Statistiche di squadra
| Competizione        | Punti | In casa | In casa | In casa | In casa | In casa | In casa | In trasferta | In trasferta | In trasferta | In trasferta | In trasferta | In trasferta | Totale | Totale | Totale | Totale | Totale | Totale | DR  |
| Competizione        | Punti | G       | V       | N       | P       | Gf      | Gs      | G            | V            | N            | P            | Gf           | Gs           | G      | V      | N      | P      | Gf     | Gs     | DR  |
| ------------------- | ----- | ------- | ------- | ------- | ------- | ------- | ------- | ------------ | ------------ | ------------ | ------------ | ------------ | ------------ | ------ | ------ | ------ | ------ | ------ | ------ | --- |
| First Division      | 36    | 21      | 7       | 7       | 7       | 25      | 25      | 21           | 1            | 5            | 15           | 20           | 54           | 42     | 8      | 12     | 22     | 45     | 79     | -34 |
| FA Cup              | -     | 1       | 0       | 1       | 0       | 2       | 2       | 1            | 0            | 0            | 1            | 1            | 2            | 2      | 0      | 1      | 1      | 3      | 4      | -1  |
| Football League Cup | -     | 2       | 2       | 0       | 0       | 6       | 2       | 3            | 0            | 2            | 1            | 3            | 4            | 5      | 2      | 2      | 1      | 9      | 6      | +3  |
| Totale              | -     | 24      | 9       | 8       | 7       | 33      | 29      | 25           | 1            | 7            | 17           | 24           | 60           | 49     | 10     | 15     | 24     | 57     | 89     | -32 |